# (2112) Ulyanov
(2112) Ulyanov es un asteroide perteneciente al cinturón de asteroides descubierto por Tamara Mijáilnovna Smirnova desde el Observatorio Astrofísico de Crimea, en Naúchni, el 13 de julio de 1972.

## Designación y nombre
Ulyanov recibió al principio la designación de 1972 NP.
Más tarde, en 1980, se nombró en honor del revolucionario ruso Aleksandr Uliánov (1866-1887), hermano de Lenin.

## Características orbitales
Ulyanov orbita a una distancia media del Sol de 2,254 ua, pudiendo acercarse hasta 1,944 ua y alejarse hasta 2,564 ua. Su inclinación orbital es 3,372 grados y la excentricidad 0,1377. Emplea 1236 días en completar una órbita alrededor del Sol.

## Características físicas
La magnitud absoluta de Ulyanov es 12,3 y el periodo de rotación de 3,041 horas.